# 존 스패로 데이비드 톰프슨
존 스패로 데이비드 톰프슨 경(Sir John Sparrow David Thompson, KCMG, 1844년 11월 10일~1894년 12월 12일)은 1892년부터 1894년까지 캐나다의 총리를 지낸 변호사이자 판사, 정치인이었다.
노바스코샤주 핼리팩스에서 태어나 1865년 변호사가 되었다. 1872년 정계에 들어가 핼리팩스 구청장에 이어, 1878년 노바스코샤의 검찰총장이 되었다. 1885년 법무장관이 되었다가, 곧 하원 의원에 선출되었다.
1891년 존 맥도널드 총리가 사망하자, 보수당은 톰프슨을 후계자로 뽑았다. 그러나 톰프슨은 당시 로마 가톨릭 신자였던 그는 캐나다의 개신교들이 가톨릭 교도를 총리로 받아들이지 않을 것이라는 생각이 들어 이를 거부하였다. 존 애벗 경이 총리가 되었지만 1892년 병으로 사임하자, 톰프슨은 총리 직위에 오른다. 총리로서 정직한 실력으로 국민들을 위한 일을 할 수 있었고, 다른 나라들과 중요한 협정들을 도달하는 데 도움을 주었다.
1894년 영국을 방문 중, 12월 12일 버크셔주의 윈저 성에서 사망하였다.

## 서훈
- 1888년 세인트마이클앤드세인트조지 훈장 2등급(KCMG, 작위급 훈장)

## 역대 선거 결과
| 선거명      | 직책명                       | 대수 | 정당       | 득표율 | 득표수  | 결과 | 당락                     |
| ----------- | ---------------------------- | ---- | ---------- | ------ | ------- | ---- | ------------------------ |
| 1885년 선거 | 하원의원 (안티고니시 선거구) | 5대  | 자유보수당 | 0%     | 1,020표 | 1위  | 안티고니시 하원의원 당선 |
| 1887년 선거 | 하원의원 (안티고니시 선거구) | 6대  | 자유보수당 | 0%     | 1,247표 | 1위  | 안티고니시 하원의원 당선 |
| 1891년 선거 | 하원의원 (안티고니시 선거구) | 7대  | 자유보수당 | 0%     | 1,346표 | 1위  | 안티고니시 하원의원 당선 |